# Gare de Darsac
La gare de Darsac est une gare ferroviaire française de la ligne de Saint-Georges-d'Aurac à Saint-Étienne-Châteaucreux, située sur le territoire de la commune de Vernassal dans le département la Haute-Loire en région Auvergne-Rhône-Alpes.
Elle est mise en service en 1874 par la Compagnie des chemins de fer de Paris à Lyon et à la Méditerranée (PLM). C'est une halte de la Société nationale des chemins de fer français (SNCF) desservie par les trains TER Auvergne-Rhône-Alpes.

## Situation ferroviaire
Ancienne gare de bifurcation, la gare de Darsac est située au point kilométrique (PK) 31,412 de la ligne de Saint-Georges-d'Aurac à Saint-Étienne-Châteaucreux, entre les gares ouvertes du Lachaud-Curmilhac et du Puy-en-Velay, à proximité du tunnel de Fix. Elle était également le point d'aboutissement au PK 514,695 de la ligne de Saint-Germain-des-Fossés à Darsac partiellement déclassée. Son altitude est de 886 m.

## Histoire
La section du Puy à Darsac, est mise en service par la Compagnie des chemins de fer de Paris à Lyon et à la Méditerranée (PLM) le 18 mai 1874. 
Le trafic sur la section a connu un lent déclin par la suite, le temps de parcours en train sur le parcours Le Puy-en-Velay – Clermont-Ferrand (2 h 10) étant nettement supérieur au temps de parcours en voiture (1 h 40). Toutefois, la ligne a récemment fait l'objet de certains travaux destinés à assurer la pérennité de l'infrastructure, dans le cadre du Plan rail Auvergne.
Le tronçon Arlanc-Darsac de la ligne de Saint-Germain-des-Fossés à Darsac, ouvert en 1902, a été fermé au service voyageurs en 1971 et au service des marchandises en 1992. Depuis lors, la ligne est inexploitée jusqu'à Sembadel, même si en 2011 la création du Syndicat ferroviaire du Livradois-Forez permet d'envisager une nouvelle exploitation à moyen terme, notamment via l'association AGRIVAP.
Au service d'été 2011, la halte est desservie par seulement trois trains par jour dans chaque sens en semaine. Le meilleur temps de parcours en train direct est de 18 minutes pour Le Puy-en-Velay, et de 1 h 52 pour Clermont-Ferrand.
Devant la faible fréquentation de la ligne, une partie des dessertes Le Puy-en-Velay – Clermont-Ferrand est assurée par des autocars TER Auvergne-Rhône-Alpes Le Puy-en-Velay – Brioude, avec correspondance par train TER pour Clermont-Ferrand. Toutefois, ces autocars, au nombre de trois par jour dans chaque sens en semaine, ne marquent pas d'arrêt en gare de Darsac, l'arrêt le plus proche étant celui de Fix-Saint-Geneys.

## Service des voyageurs

### Accueil
Halte SNCF, c'est un point d'arrêt non géré (PANG) à entrée libre, non équipé d'automates pour l'achat de titres de transport.

### Dessertes
Darsac est desservie par des trains TER Auvergne-Rhône-Alpes qui effectuent des missions entre Le Puy-en-Velay et Clermont-Ferrand (ligne 26).

### Intermodalité
Un parking pour les véhicules y est aménagé. Elle est desservie par des autocars Cars Région Haute-Loire de la ligne du Puy-en-Velay à La Chaise-Dieu (ligne H27), quelquefois prolongées jusqu'à Ambert (Puy-de-Dôme).
Au service d'été 2011, la halte est desservie par au minimum un bus par jour dans chaque sens en semaine. Le meilleur temps de parcours pour La Chaise-Dieu est de 31 minutes.
L'aéroport du Puy - Loudes est située à faible distance de la halte (6 kilomètres environ).

## Service fret
Il n'existe plus aucun service de fret sur le tronçon Saint-Georges-d'Aurac - Le Puy-en-Velay.